# Триплекс конфинијум
Триплекс конфинијум (лат. Triplex Confinium), у дословном преводу Трострука граница, представља камен граничник у облику споменика, на тромеђи Мађарске, Румуније и Србије. Подигнут је након успостављања Тријанонског споразума, 4. јуна 1920. године.

## Историјат
Након завршетка Првог светског рата и закључивања Тријанонског споразума, 4. јуна 1920, успостављене су нове границе на територији некадашње Аустроугарске. После тог догађаја, подигнут је камен граничник који раздваја територије тадашњих краљевина Мађарске, Румуније и Југославије. Од 1997, последњег викенда у мају сваке године одржава се манифестација код споменика на тромеђи држава, која подразумева отварање граничних прелаза за посетиоце.
Мађарска је 2004. године приступила Европској унији, док је три године касније исто учинила и Румунија. Како је Румунија остала изван Шенгенске зоне, све три државе задржале су граничне контроле. Услед ескалације Мигрантске кризе, 2015. године, мађарски премијер, Виктор Орбан, донео је одлуку о изградњи ограде дуж граница са суседским државама на јужној страни државе. Након заседања представника регионалне сарадње Еврорегије Дунав-Криш-Мориш-Тиса, године 2018, донета је одлука о почетку радова на изградњи сталног граничног прелаза између насеља Кибекхаза у Мађарској, Рабе у Србији и Стара Беба у Румунији. Малогранични прелаз Рабе-Кибекхаза отворен је 11. октобра 2019.